# Оудаудахрьойн
Оудаудахрьойн (на исландски: Ódádahraun) е обширно лавово плато в централната част на Исландия. Площ по различни източници от 4400 до 5600 km². Дължината му от север на юг е около 100 km, а ширината от запад на изток около 60 km. На юг достига до ледника Вахтнайокутъл, на север до езерото Миватън, а на запад и изток съответно до долините на реките Скяулвандафльоут и Йокюлсау ау Фьодлюм. Северната част на платото е известно под името Миватънсьорайви. Средната му надморска височина е 800 – 1000 m. Силно разпространение имат причудливите натрупвания на застинала базалтова лава, над които на 500 – 700 m се извисяват кратерите на действащи и угаснали вулкани, разположени предимно в масива Дингюфьодъл. Най-известен е вулкана Аскя (височина 1510 m), с калдера с площ около 50 km², дъното на която е заето от езерото Ескюватън. На североизток от него е вулкана Хердюбрейд (1682 m), на югозапад – вулкана Трьодладингя (1460 m), а на север – вулкана Блауфядъл (1222 m). Лавовото плато е напълно лишено от растителност и повърхностно течащи води.